# Parts per million
Parts per million är ett uttryck hämtat från engelskan förkortat till ppm vilket betyder "antal per miljon", eller "miljondelar"; ppm är ett mått på andel, halt eller koncentration. 
ppm är en dimensionslös storhet, som utöver att beskrivas som en miljondel även kan sägas representera talet 10-6.
Uttryckt i promille är 1 ppm = 0,001 promille. 1 procent är lika med 10 000 ppm.
ppm används i många sammanhang och används alltid på tandkrämer i Sverige för att visa hur hög fluorhalten är. Svenska och internationella standarder avråder dock från måttet. Istället bör andelen anges i andelar av standardiserade mått. Exempelvis kan en koncentration av 20 ppm av ett ämne i en vätska uttryckas som "20 milliliter ämne per kubikmeter vätska" (20*10-3/103=20*10-6). Samma 20 ppm skulle dock bland annat kunna betyda 20 mg per kg vätska. För att undvika missförstånd bör det därför på något sätt anges vilket mått som avses. 
Gasers halt i luft (eller gasblandning) anges ofta som volym per volym eftersom haltvärdet inte ändras vid tryckförändring.

## Relaterade begrepp
- Procent (%)
- Procentenhet
- Promille (‰)
- Promilleenhet
- Parts per billion (ppb) – miljarddel
- Parts per trillion (ppt) – biljondel
- Parts per quadrillion (ppq) – biljarddel